# LandesMusikVerband NRW 1960
Der LandesMusikVerband NRW 1960 e. V. (LMV) (vollständiger Name LandesMusikVerband NRW 1960 e. V. Fachverband für Spielmanns-, Fanfaren- und Blasmusik) ist ein Fachverband der instrumentalen Laienmusik für Spielmanns-, Fanfaren- und Blasmusik in Nordrhein-Westfalen. Er ist eingetragen in das Vereinsregister des Amtsgerichts Essen (VR 30435). Der Verband ist Mitglied im Landesmusikrat Nordrhein-Westfalen, im Landesjugendring Nordrhein-Westfalen, in der Bundesvereinigung Deutscher Musikverbände (BDMV) sowie in der Deutschen Bläserjugend.

## Aufgaben
Schwerpunkte sind die musikalische Aus- und Fortbildung der überwiegend jugendlichen Musiker. Im Jugendbereich liegen die Schwerpunkte in der außerschulischen Bildungsarbeit sowie in der Aus- und Fortbildung von ehrenamtlichen Mitarbeitern in der Jugendbetreuung. Bei der Durchführung von Ferienmaßnahmen und internationalen Jugendbegegnungen unterstützt der Landesverband seine Vereine finanziell aus Mitteln des Landesjugendplanes. Im musikalischen Bereich werden für die Sparten Spielmanns-, Fanfaren- (Naturton) und Blasorchester Lehrgänge und lehrgangsbegleitende Seminare im D1 – D3 Bereich durchgeführt. Das Landesschulungsgremium besteht aus Dozenten von Musikhochschulen sowie Ausbildern aus dem instrumentalen Laienbereich mit entsprechenden Qualifikationen.
Neben den Schwerpunkten der Aus- und Fortbildung Jugendlicher sind weitere Aufgaben:
- Verwaltungsangelegenheiten
- Schulungen in musikalischer Hinsicht
- Schulungen für Jugendleiter
- Seminare zur Jugendarbeit
- Seminare zur Vorstandsarbeit
- Leistungsorientierte Landesmusiktreffen
- Versicherungen
- Beratung in allen Vereins- und Verbandsangelegenheiten

## Förderung
Der LandesMusikVerband wird aus dem Landesjugendplan NRW und vom Landesmusikrat NRW mit öffentlichen Zuwendungen gefördert, er ist:
- Träger der freien Jugendhilfe nach § 75 SGB VIII
- Ein förderungswürdiger Jugendverband nach LJP – Abschnitt C –
- Gemeinnützig tätig in der Jugendpflege und der Förderung der Musik
- Kulturträger der Spielleute, und er pflegt das Brauchtum im Spielleutewesen.

Durch diese Förderung hat der Verband die Möglichkeit, die Jugendarbeit im fachlichen und überfachlichen Bereich auf Landes- und Vereinsebene finanziell zu unterstützen.

## LandesAuswahlEnsembles
Mit dem LandesNaturtrompetenEnsemble (LNE) unter der Leitung von Steffen Wardemann und dem LandesAuswahlOrchester (LAO) hat der Verband zwei überregional bekannte Ensembles vorzuweisen, die sich aus Musikern der Mitgliedsvereine zusammensetzen.